# Godofredo (prenome)
Godofredo é um prenome das línguas portuguesa e castelhana. De origem germânica, deriva do alto-alemão antigo Godafrid, registrado desde o século VII. O nome é composto pelos elementos god- (étimo de 'Deus' e 'bom', e possivelmente também gaut) e frid- ('paz, proteção').

## Prenome
O prenome Gottfried tornou-se extremamente frequente na Alemanha na Alta Idade Média, a ponto de eclipsar a maioria dos outros nomes a raiz God- (como Godabert, Gotahard, Godohelm, Godomar, Goduin, Gotrat, Godulf, etc. ) O nome foi latinizado como Godefridus . Portadores medievais do nome incluem:
- Gotfrid, Duque da Alemanha e Récia (– 709)
- Godefrid (– c. 720), filho de Drogo de Champanhe, nobre Franco
- Godfrid Haraldsson (– c. 856), líder viking dinamarquês.
- Godfrid, Duque da Frísia (– 885), líder viking dinamarquês.
- Godfrey, Conde Palatino da Lotaríngia (– 949)
- Godfrey I, Duque da Baixa Lorena (– 964)
- Godofredo I de Anjou (– 987)
- Geoffrey I, Duque da Bretanha (– 1008)
- Godfrey II, Duque da Baixa Lorena (– 1023)
- Godofredo II de Anjou (– 1060)
- Godfrey III, Duque da Baixa Lorena (– 1069)
- Godofredo de Bulhão (Godefridus Bullionensis, Godefroy de Bouillon; – depois de 1100), Cavaleiro Franco e líder da Primeira Cruzada
- Gottfried II de Raabs (– c. 1137), Burgrave da Nuremberga
- Godefredo de Admont (– 1165), Abade Beneditino
- Godofredo II da Bretanha (– c. 1181)
- Geoffrey de Clairvaux (– depois de 1188), Abade Cisterciense
- Godofredo de Viterbo (Godefridus Viterbiensis; c. 1120 – c. 1196)
- Geoffrey de Vinsauf (fl. 1200), gramático medieval
- Godofredo de Estrasburgo (– 1210), autor de um romance cortês no Alto-alemão médio
- Godofredo de Villehardouin (– c. 1212), cavaleiro e historiador na Quarta Cruzada
- Gottfried von Hohenlohe (1265–1310), Grão-mestre da Ordem Teutônica
- Gottfried von Hagenau (– 1313), poeta, teólogo e médico da Alsácia

Gottfried permanece relativamente popular na Alemanha, classificando-se entre os 200 principais nomes masculinos.

## Em outros idiomas
- Alemão: Gottfried
- Bretão: Jafrez
- Catalão: Guifre
- Espanhol, Português: Godofredo
- Inglês: Geoffrey; Godfrey; Jeffrey; Jeff (Jefferson); Jeffery; Jeffrey; Jeffry
- Latim: Galfridus, Gaufridus, Goffridus, Gaudfridus
- Nórdico antigo: Godred (Guðrøðr)
- Normando: Gaufrey, Goffrey
- Occitano: Jaufre
- Poitevin: Jaufré